# Херакон
Херакон (на старогръцки: Ἡράκων, Herakon, † 324 г. пр. Хр. в Суза в Персия) е македонски офицер на Александър Велики през IV век пр. Хр.
В похода на Александър в Азия той е вероятно командир на наемна войска. През 330 г. пр. Хр. той е оставен в Екбатана, където е в щаба на генерал Парменион. Още същата година той го убива заедно с офицерите Клеандър, Ситалк и Агатон по нареждане на Александър. Четиримата офицери водят следващите години ужасяващо управление в Екбатана, и забогатяват. Александър се връща неочаквано от Индия и те са извикани през 324 г. пр. Хр. в Кармана, където останалите трима са осъдени от войската за престъпленията им и екзекутирани. Херакон е намерен за невинен. Обаче в Суза той е екзекутиран от местното население заради омърсяване на тамошния храм в отсъствието на Александър.